# Hans Struksnæs
Hans Struksnæs   (24 d'abril de 1902 - 25 d'abril de 1983) va ser un regatista noruec, vencedor d'una medalla olímpica.
El 1936 va prendre part en els Jocs Olímpics de Berlín, on va guanyar la medalla de plata en la competició de 8 metres del programa de vela, a bord del Silja.